# Willi Boskovsky
Willi Boskovsky (ur. 16 czerwca 1909 w Wiedniu, zm. 21 kwietnia 1991 w Visp) – austriacki skrzypek i dyrygent. Członek, a następnie wieloletni kierownik orkiestry filharmonii wiedeńskiej, znany z wykonań muzyki Johanna seniora i Johanna juniora Straussów (słynne koncerty noworoczne).